# الجالية السعودية في الإمارات
الجالية السعودية في الإمارات هم المواطنين السعوديين المقيمين في الإمارات العربية المتحدة، أغلبهم من رجال أعمال ومستثمرين وبعضهم من أجل الدراسة، يبلغ تعدادهم حوالي  150,247 سعودي.[بحاجة لمصدر]

## تغريدة عبد الله بن زايد
قال وزير خارجية دولة الإمارات العربية المتحدة الشيخ عبد الله بن زايد آل نهيان في تغريدة له على موقع تويتر، انه لا يعتبر المواطنين السعوديين المقيمين في الإمارات العربية المتحدة جالية ويعتبرهم في بلدهم.